# Concepción, Santander
Concepción är en ort i Colombia. Den ligger i departementet Santander, i den centrala delen av landet, 280 km nordost om huvudstaden Bogotá. Concepción ligger 1 990 meter över havet och antalet invånare är 2 520.
Terrängen runt Concepción är huvudsakligen bergig, men den allra närmaste omgivningen är kuperad. Concepción ligger nere i en dal som går i nord-sydlig riktning. Runt Concepción är det ganska glesbefolkat, med 26 invånare per kvadratkilometer. Närmaste större samhälle är Málaga, 8,6 km sydväst om Concepción. Omgivningarna runt Concepción är en mosaik av jordbruksmark och naturlig växtlighet.